# 伯雅倫
伯雅倫（?—?），又作伯牙鲁罕、巴牙伦，元朝公主，元宪宗蒙哥之女，忽都台皇后所生。
蒙哥命伯雅倫嫁给了亦乞列思的首领忽怜，忽怜是札忽儿臣之子、锁儿哈之孙、孛秃曾孙。孛秃是成吉思汗的妹夫兼女婿（帖木侖、火臣别吉的驸马）。札忽儿臣娶按赤台的女儿也孫真。脱黑帖木儿劫北平王那木罕叛忽必烈，忽怜击败脱黑帖木儿。忽必烈令忽怜尚蒙哥孙女卜兰奚公主（伯雅倫的侄女）。忽怜死后追赠效忠保德辅运佐理功臣、太师、开府仪同三司、驸马都尉、上柱国，追封昌王，谥忠宣。 